# Cratere Nervo
Nervo  è un cratere sulla superficie di Mercurio.